# Panama Viejo
Panama Viejo är de återstående delarna av gamla Panama City och landets tidigare huvudstad. Den ligger i förorterna till den moderna staden. Tillsammans med Panamas historiska distrikt utgör det ett världsarv.
Staden grundades 15 augusti 1519 av Peter Arias och 100 andra invånare, vid den tiden, var detta den första permanenta koloniala bosättningen vid Stilla havet, och ersatte de två samhällena Santa María la Antiga del Darién och Acla. Två år senare, 1521, fick bosättningen stadsrättigheter genom ett kungligt dekret och gavs ett stadsvapen av Karl V, och bildade ett nytt Cabildo. Kort efter dess grundläggande blev staden utgångspunkt för expeditioner till Peru och en viktig bas där guld och silver skickades till Spanien.
1539 och 1563, drabbades staden av bränder som förstörde delar av den, men den hindrade inte stadens utveckling. 1610, hade staden nått en befolkning på 5 000, med 500 hus och några konvent och kapell, ett sjukhus och en katedral.
I början av 1600-talet, attackerades staden flera gångar av pirater och ursprungsbefolkningen från Darién. 2 maj 1620, förstörde en jordbävning flera byggnader i staden. 21 februari 1644, förstörde den stora branden 83 religiösa byggnader, däribland katedralen. Vid denna tid, bodde i staden 8 000 människor.
1670, räknade staden 10 000 invånare. 28 januari 1671, attackerade den engelske piraten Henry Morgan staden med 1 400 män som marscherade från den karibiska kusten genom djungeln. Morgans styrkor besegrade stadens milis och fortsatte sedan plundra Panama. Antingen var det Morgan och hans armé som startade en stadsbrand eller så var det generalkapten Don Juan Pérez de Guzmán som gav order att spränga krutmagasinen. Oavsett detta resulterade branden i att staden förstördes. Morgans attack orsakade att tusentals dödades och att Panama blev uppbyggt ett par kilometer väster på en ny plats (den nuvarande).
På grund av att plundringen av Panama bröt mot ett nytt fredsavtal mellan England och Spanien, arresterades Morgan och fördes till England 1672. Det visade sig att han inte kände till avtalet. Istället för straff, adlades Morgan av kung Karl II av England 1674 innan han återvände till Jamaica och de följande åren innehade posten som viceguvernör.